# Lijst van gemeenten van Sonora
De Mexicaanse deelstaat Sonora bestaat uit 72 gemeenten.
| INEGI | Gemeente                      | Inwoners | Oppervlakte   | Hoofdplaats               | Inwoners |
| ----- | ----------------------------- | -------- | ------------- | ------------------------- | -------- |
| 001   | Aconchi                       | 2.563    | 367,96 km²    | Aconchi                   | 1.650    |
| 002   | Agua Prieta                   | 91.929   | 3.943,07 km²  | Agua Prieta               | 91.029   |
| 003   | Álamos                        | 24.976   | 6.426,22 km²  | Álamos                    | 10.961   |
| 004   | Altar                         | 9.492    | 4.455,44 km²  | Altar                     | 8.439    |
| 005   | Arivechi                      | 1.177    | 662,58 km²    | Arivechi                  | 635      |
| 006   | Arizpe                        | 2.788    | 3.073,17 km²  | Arizpe                    | 1.666    |
| 007   | Átil                          | 626      | 298,13 km²    | Átil                      | 612      |
| 008   | Bacadéhuachi                  | 979      | 1.066,38 km²  | Bacadéhuachi              | 979      |
| 009   | Bacanora                      | 759      | 1.131,11 km²  | Bacanora                  | 598      |
| 010   | Bacerac                       | 1.221    | 1.343,86 km²  | Bacerac                   | 1.019    |
| 011   | Bacoachi                      | 1.475    | 1.231,69 km²  | Bacoachi                  | 1.036    |
| 012   | Bácum                         | 23.151   | 1.578,16 km²  | Bácum                     | 4.326    |
| 013   | Banámichi                     | 1.825    | 807,70 km²    | Banámichi                 | 1.417    |
| 014   | Baviácora                     | 3.191    | 841,95 km²    | Baviácora                 | 1.761    |
| 015   | Bavispe                       | 1.169    | 1.722,43 km²  | Bavispe                   | 674      |
| 016   | Benjamín Hill                 | 4.988    | 1.408,55 km²  | Benjamín Hill             | 4.837    |
| 017   | Caborca                       | 89.122   | 10.737,35 km² | Heroica Caborca           | 67.604   |
| 018   | Cajeme                        | 436.484  | 4.882,65 km²  | Ciudad Obregón            | 329.404  |
| 019   | Cananea                       | 39.451   | 2.312,01 km²  | Heroica Ciudad de Cananea | 38.113   |
| 020   | Carbó                         | 4.946    | 2.583,28 km²  | Carbó                     | -        |
| 021   | La Colorada                   | 1.848    | 4.123,05 km²  | La Colorada               | 394      |
| 022   | Cucurpe                       | 863      | 1.567,99 km²  | Cucurpe                   | 595      |
| 023   | Cumpas                        | 5.829    | 2.010,43 km²  | Cumpas                    | 2.934    |
| 024   | Divisaderos                   | 753      | 394,16 km²    | Divisaderos               | 753      |
| 025   | Empalme                       | 51.431   | 593,22 km²    | Empalme                   | 51.431   |
| 026   | Etchojoa                      | 61.309   | 949,85 km²    | Etchojoa                  | 9.831    |
| 027   | Fronteras                     | 9.041    | 2.624,36 km²  | Fronteras                 | 806      |
| 028   | Granados                      | 1.009    | 363,93 km²    | Granados                  | 1.009    |
| 029   | Guaymas                       | 156.863  | 7.987,23 km²  | Heroica Guaymas           | 156.863  |
| 030   | Hermosillo                    | 936.263  | 15.720,35 km² | Hermosillo                | 855.563  |
| 031   | Huachinera                    | 1.186    | 1.198,24 km²  | Huachinera                | -        |
| 032   | Huásabas                      | 888      | 821,90 km²    | Huásabas                  | -        |
| 033   | Huatabampo                    | 77.682   | 1.933,20 km²  | Huatabampo                | 30.324   |
| 034   | Huépac                        | 943      | 421,92 km²    | Huépac                    | 888      |
| 035   | Ímuris                        | 12.536   | 2.171,11 km²  | Ímuris                    | 12.316   |
| 036   | Magdalena                     | 33.049   | 1.240,94 km²  | Magdalena de Kino         | 33.049   |
| 037   | Mazatán                       | 1.101    | 684,42 km²    | Mazatán                   | 1.058    |
| 038   | Moctezuma                     | 5.173    | 1.867,36 km²  | Moctezuma                 | 4.787    |
| 039   | Naco                          | 5.774    | 1.238,90 km²  | Naco                      | 5.485    |
| 040   | Nácori Chico                  | 1.531    | 2.832,84 km²  | Nácori Chico              | -        |
| 041   | Nacozari de García            | 14.369   | 1.735,45 km²  | Nacozari de García        | 14.369   |
| 042   | Navojoa                       | 164.387  | 2.778,12 km²  | Navojoa                   | 120.926  |
| 043   | Nogales                       | 264.782  | 1.754,24 km²  | Heroica Nogales           | 261.137  |
| 044   | Ónavas                        | 365      | 535,28 km²    | Ónavas                    | 361      |
| 045   | Opodepe                       | 2.438    | 2.237,09 km²  | Opodepe                   | -        |
| 046   | Oquitoa                       | 496      | 916,76 km²    | Oquitoa                   | -        |
| 047   | Pitiquito                     | 9.122    | 9.823,33 km²  | Pitiquito                 | -        |
| 048   | Puerto Peñasco                | 62.689   | 6.163,03 km²  | Puerto Peñasco            | 56.756   |
| 049   | Quiriego                      | 3.090    | 3.711,37 km²  | Quiriego                  | 1.064    |
| 050   | Rayón                         | 1.496    | 880,36 km²    | Rayón                     | 1.496    |
| 051   | Rosario                       | 4.830    | 3.593,51 km²  | Rosario                   | -        |
| 052   | Sahuaripa                     | 5.257    | 5.064,46 km²  | Sahuaripa                 | 4.041    |
| 053   | San Felipe de Jesús           | 369      | 151,38 km²    | San Felipe de Jesús       | 396      |
| 054   | San Javier                    | 537      | 537,10 km²    | San Javier                | 492      |
| 055   | San Luis Río Colorado         | 199.021  | 8.910,37 km²  | San Luis Río Colorado     | 176.685  |
| 056   | San Miguel de Horcasitas      | 10.729   | 1.119,83 km²  | San Miguel de Horcasitas  | 476      |
| 057   | San Pedro de la Cueva         | 1.458    | 2.230,59 km²  | San Pedro de la Cueva     | 1.056    |
| 058   | Santa Ana                     | 16.203   | 1.481,38 km²  | Santa Ana                 | -        |
| 059   | Santa Cruz                    | 1.835    | 1.001,81 km²  | Santa Cruz                | -        |
| 060   | Sáric                         | 2.058    | 1.329,33 km²  | Sáric                     | -        |
| 061   | Soyopa                        | 1.368    | 1.716,77 km²  | Soyopa                    | -        |
| 062   | Suaqui Grande                 | 1.114    | 915,35 km²    | Suaqui Grande             | -        |
| 063   | Tepache                       | 1.178    | 779,86 km²    | Tepache                   | -        |
| 064   | Trincheras                    | 1.381    | 3.008,28 km²  | Trincheras                | 1.166    |
| 065   | Tubutama                      | 1.473    | 1.750,41 km²  | Tubutama                  | 348      |
| 066   | Ures                          | 8.548    | 3.087,14 km²  | Heroica Ciudad de Ures    | 8.548    |
| 067   | Villa Hidalgo                 | 1.429    | 1.471,65 km²  | Villa Hidalgo             | -        |
| 068   | Villa Pesqueira               | 1.043    | 1.124,31 km²  | Villa Pesqueira           | 629      |
| 069   | Yécora                        | 4.793    | 2.665,93 km²  | Yécora                    | -        |
| 070   | General Plutarco Elías Calles | 13.627   | 3.655,92 km²  | Sonoyta                   | 12.849   |
| 071   | Benito Juárez                 | 21.692   | 369,10 km²    | Villa Juárez              | 13.770   |
| 072   | San Ignacio Río Muerto        | 14.279   | 1.384,28 km²  | San Ignacio Río Muerto    | 8.135    |

| Detailkaart                         |
| ----------------------------------- |
|                                     |
| Ligging Sonora binnen Mexico        |
|                                     |
| Gemeenten ingedeeld naar INEGI code |